# Андреас Мікуліч фон Радецькі
Андреас Мікуліч фон Радецькі (нім. Andreas Mikulicz von Radecki; 5 листопада 1804 Кривча — 13 квітня 1881, Чернівці) — чернівецький архітектор, директор вищої державної промислової школи у Чернівцях (1878—1895), ініціатор створення та перший директор Буковинського промислового музею.

## Біографія
Народився 5 листопада 1804 року в селі Кривча (королівство Галичини та Володимирії). Закінчив нижчу гімназію в Чернівцях. Згодом навчався в університеті Львова, де здобув фах будівельного інженера й архітектора. З 1836 р. А. Мікуліч живе в Чернівцях, у 1840 року Андреас фон Мікуліч призначається міським архітектором Чернівців. Це був визначний архітектор, який став автором не одного архітектурного шедевру у Чернівцях. Він упорядкував площу Ринок (нині Центральна), разом із окружним інженером А. Маріном керував будівництвом і звів на ній чернівецьку ратушу в стилі пізнього класицизму (1843—1847).
Брав участь у розбудові м. Чернівці та будівництві шляхів Буковини. 1830 року він розробив проект Народного саду. 1870 року був створений ботанічний сад.
З 1863 р. Андреас фон Мікуліч обирався послом до буковинського ландтагу (парламенту). Був призначений цісарським радником.
Батько Яна Мікулича-Радецького.
Помер 13 квітня 1881 року в Чернівцях і похований на старому християнському цвинтарі міста.
Відомі роботи
- Чернівецька ратуша в стилі пізнього класицизму (1843—1847).
- Перша міська гімназія (споруджена в 1824 році), згодом ліцей A.Pumnul, нині школа № 1., вул. Емінеску, 1.

## Пам'ять
На його честь була названа вулиця (нині вул. Е.Штейнбарга).

## Галерея

Чернівецька ратуша